# Seznam dílů seriálu Vraždy ve Stratfordu
Toto je seznam dílů seriálu Vraždy ve Stratfordu.

## Přehled řad
| Řada | Díly | Premiéra v VB  | Premiéra v VB     | Premiéra v ČR    | Premiéra v ČR  |
| Řada | Díly | První díl      | Poslední díl      | První díl        | Poslední díl   |
| ---- | ---- | -------------- | ----------------- | ---------------- | -------------- |
| 1    | 10   | 26. února 2018 | 9. března 2018    | 4. července 2018 | 28. srpna 2018 |
| 2    | 10   | 25. února 2019 | 8. března 2019    | bude oznámeno    | bude oznámeno  |
| 3    | 10   | 3. února 2020  | 14. února 2020    | bude oznámeno    | bude oznámeno  |
| 4    | 10   | 14. února 2022 | 16. prosince 2022 | bude oznámeno    | bude oznámeno  |

## Seznam dílů

### První řada (2018)
| Č. v seriálu | Původní název                      | Český název                         | Režie              | Scénář                               | Premiéra v VB  | Premiéra v ČR     |
| ------------ | ---------------------------------- | ----------------------------------- | ------------------ | ------------------------------------ | -------------- | ----------------- |
| 1            | O Brave New World                  | Překrásný nový svět                 | Piotr Szkopiak     | Paul Matthew Thompson a Jude Tindall | 26. února 2018 | 4. července 2018  |
| 2            | The Chimes at Midnight             | Půlnoční zvony                      | Ian Barber         | David Semple                         | 27. února 2018 | 11. července 2018 |
| 3            | This Promised End                  | Konec předpovídaný                  | Carolina Giammetta | Lol Fletcher                         | 28. února 2018 | 18. července 2018 |
| 4            | This Rough Magic                   | Ta hrubá kouzla                     | Carolina Giammetta | Kit Lambert                          | 1. března 2018 | 25. července 2018 |
| 5            | Toil and Trouble                   | Tuplem klopot                       | Piotr Szkopiak     | Kit Lambert                          | 2. března 2018 | 1. srpna 2018     |
| 6            | Exit, Pursued by a Bear            | Odchází, následována medvídkem      | Ian Barber         | Jeff Povey                           | 5. března 2018 | 8. srpna 2018     |
| 7            | The Fairest Show Means Most Deceit | To nejčestnější znamená nejpodlejší | Piotr Szkopiak     | Dan Muirden                          | 6. března 2018 | 15. srpna 2018    |
| 8            | The Chameleon's Dish               | Vzduch nadívaný sliby               | Richard Signy      | Nicola Wilson                        | 7. března 2018 | 21. srpna 2018    |
| 9            | The Rascal Cook                    | Kuchař dareba                       | Richard Signy      | Kit Lambert                          | 8. března 2018 | 22. srpna 2018    |
| 10           | Ill Met by Moonlight               | Mámení noci svatojánské             | Piotr Szkopiak     | Kit Lambert                          | 9. března 2018 | 28. srpna 2018    |

### Druhá řada (2019)
| Č. v seriálu | Č. v řadě | Původní název                | Český název   | Režie          | Scénář                | Premiéra v VB  | Premiéra v ČR |
| ------------ | --------- | ---------------------------- | ------------- | -------------- | --------------------- | -------------- | ------------- |
| 11           | 1         | Outrageous Fortune           | bude oznámeno | Ian Barber     | Jude Tindall          | 25. února 2019 | bude oznámeno |
| 12           | 2         | The Play's the Thing         | bude oznámeno | Matt Carter    | Dan Muirden           | 26. února 2019 | bude oznámeno |
| 13           | 3         | This Cursed Hand             | bude oznámeno | Paul Gibson    | David Semple          | 27. února 2019 | bude oznámeno |
| 14           | 4         | Beware the Ides of March     | bude oznámeno | Gill Wilkinson | Rachel Smith          | 28. února 2019 | bude oznámeno |
| 15           | 5         | No More Cakes and Ale        | bude oznámeno | Gill Wilkinson | Paul Matthew Thompson | 1. března 2019 | bude oznámeno |
| 16           | 6         | The Offered Fallacy          | bude oznámeno | Ian Barber     | Kit Lambert           | 4. března 2019 | bude oznámeno |
| 17           | 7         | Nothing Will Come of Nothing | bude oznámeno | Matt Carter    | Lol Fletcher          | 5. března 2019 | bude oznámeno |
| 18           | 8         | In My Memory Lock'd          | bude oznámeno | Darcia Martin  | Dominique Moloney     | 6. března 2019 | bude oznámeno |
| 19           | 9         | The Envious Court            | bude oznámeno | Paul Gibson    | Kit Lambert           | 7. března 2019 | bude oznámeno |
| 20           | 10        | Too Cold For Hell            | bude oznámeno | Darcia Martin  | Jude Tindall          | 8. března 2019 | bude oznámeno |

### Třetí řada (2020)
| Č. v seriálu | Č. v řadě | Původní název                       | Český název   | Režie                   | Scénář                       | Premiéra v USA | Premiéra v ČR |
| ------------ | --------- | ----------------------------------- | ------------- | ----------------------- | ---------------------------- | -------------- | ------------- |
| 21           | 1         | How the Rogue Roar'd                | bude oznámeno | Jennie Paddon           | Matthew Cooke a Vincent Lund | 3. února 2020  | bude oznámeno |
| 22           | 2         | See Thyself, Devil!                 | bude oznámeno | John Greening           | Ed Sellek                    | 4. února 2020  | bude oznámeno |
| 23           | 3         | The Sticking Place                  | bude oznámeno | Miranda Howard-Williams | Johanne McAndrew             | 5. února 2020  | bude oznámeno |
| 24           | 4         | A Serpent's Tooth                   | bude oznámeno | Miranda Howard-Williams | Ishy Din                     | 6. února 2020  | bude oznámeno |
| 25           | 5         | The Fury Spent                      | bude oznámeno | Jennie Paddon           | Kitty Percy                  | 7. února 2020  | bude oznámeno |
| 26           | 6         | Reputation, Reputation, Reputation! | bude oznámeno | Piotr Szkopiak          | Daisy Martey                 | 10. února 2020 | bude oznámeno |
| 27           | 7         | Best Beware My Sting                | bude oznámeno | Paul Gibson             | Dominique Moloney            | 11. února 2020 | bude oznámeno |
| 28           | 8         | All That Glisters                   | bude oznámeno | John Greening           | Rob Kinsman                  | 12. února 2020 | bude oznámeno |
| 29           | 9         | O Thou Invisible Spirit of Wine     | bude oznámeno | Piotr Szkopiak          | Oliver Frampton              | 13. února 2020 | bude oznámeno |
| 30           | 10        | Teach Me, Dear Creature             | bude oznámeno | Paul Gibson             | Dan Muirden                  | 14. února 2020 | bude oznámeno |

### Čtvrtá řada (2022)
| Č. v seriálu | Č. v řadě | Původní název                | Český název   | Režie               | Scénář                       | Premiéra v USA    | Premiéra v ČR |
| ------------ | --------- | ---------------------------- | ------------- | ------------------- | ---------------------------- | ----------------- | ------------- |
| 31           | 1         | If It Be Man's Work          | bude oznámeno | Paul Gibson         | Matthew Cooke a Vincent Lund | 14. února 2022    | bude oznámeno |
| 32           | 2         | If Music Be the Food of Love | bude oznámeno | David Innes Edwards | Karen Laws                   | 15. února 2022    | bude oznámeno |
| 33           | 3         | Too Much of Water            | bude oznámeno | Paul Gibson         | Johanne McAndrew             | 16. února 2022    | bude oznámeno |
| 34           | 4         | Most Wicked Speed            | bude oznámeno | Ian Barber          | Ed Sellek                    | 17. února 2022    | bude oznámeno |
| 35           | 5         | Hunger for Bread             | bude oznámeno | Piotr Szkopiak      | Fiona Evans                  | 18. února 2022    | bude oznámeno |
| 36           | 6         | Die We Must                  | bude oznámeno | David Innes Edwards | James Cary                   | 21. února 2022    | bude oznámeno |
| 37           | 7         | Some Cupid Kills             | bude oznámeno | John Maidens        | Matthew Cooke a Vincent Lund | 22. února 2022    | bude oznámeno |
| 38           | 8         | And Rarest Parts             | bude oznámeno | Piotr Szkopiak      | Rex Obano                    | 23. února 2022    | bude oznámeno |
| 39           | 9         | Time Decays                  | bude oznámeno | Ian Barber          | Toby Walton                  | 24. února 2022    | bude oznámeno |
| 40           | 10        | I No More Desire a Rose      | bude oznámeno | John Maidens        | Dan Muirden                  | 16. prosince 2022 | bude oznámeno |